# Béatrice Nodé-Langlois
Pour les articles homonymes, voir Langlois.
Béatrice Nodé-Langlois, écrivaine et artiste peintre française, est née le 4 avril 1940 à Compiègne et morte le 20 août 2023 à Nîmes. Également critique d'art et critique littéraire, elle partage sa vie entre le 3e arrondissement de Paris et Saint-Roman-de-Codières dans les Cévennes.

## Biographie

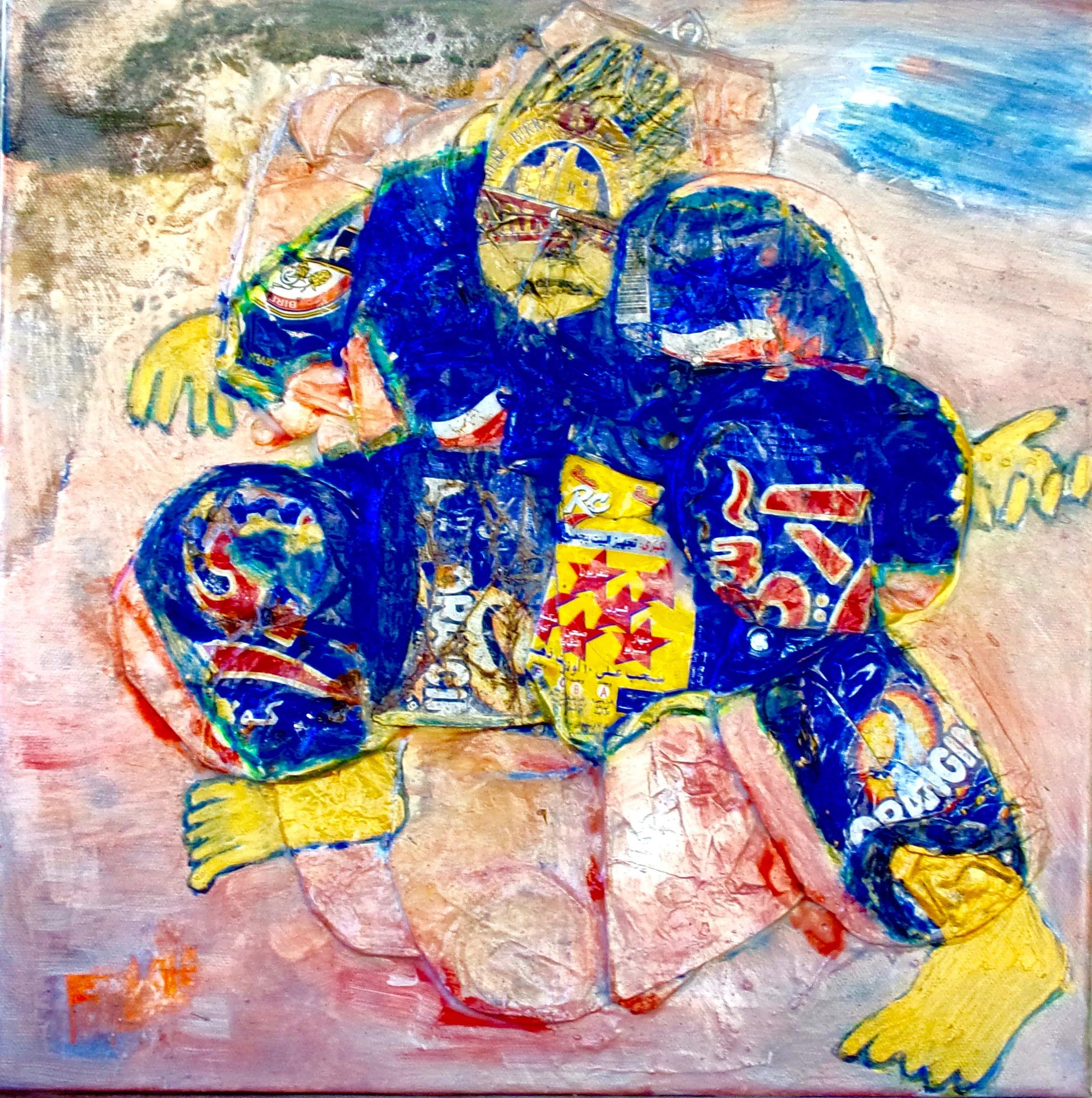
Béatrice Nodé-Langlois, Culture manga, technique mixte 40x40cm, 2016

Béatrice Nodé-Langlois est née le 4 avril 1940 à Compiègne, pendant la période des exodes qui accompagnent la Seconde Guerre mondiale et qui vont situer sa plus tendre enfance à Marseille.

### Avant la peinture, la sociologie
Effectuant des études en sociologie, Béatrice Nodé-Langlois est élève de Pierre Bourdieu et de Jean Duvignaud. Elle est ensuite successivement conceptrice-rédactrice publicitaire (collaboratrice des agences André Coutau-Benton and Bowles, J. Walter Thompson et Ted Bates (en)), puis professeur en communication et en culture générale à l'ISEA-ITL Groupe École des cadres de Paris Neuilly-sur-Seine, avant d'épouser le sociologue Mike Burke, cofondateur du Centre de communication avancée du groupe Havas,.

### Du pastel à l'acrylique
Encouragée en cela par ce dernier, elle décide de se consacrer entièrement à l'écriture et à la peinture, une longue période pastelliste précédant son passage à la peinture acrylique. « Une artiste intéressante, maître de son langage » est-il de la sorte observé dès 1983 : « esquisses symboliques, silhouettes furtivement croquées, géométrie savamment dosée, ces Fragments de discours amoureux des couleurs rappellent l'esprit de Kandinsky. Personnages énigmatiques, vivant une tranche de vie dans un fond très travaillé, ces jets picturaux, uniquement composés aux pastels, sont plus que réussis. La suggestion joue son rôle provocateur et poétique ».

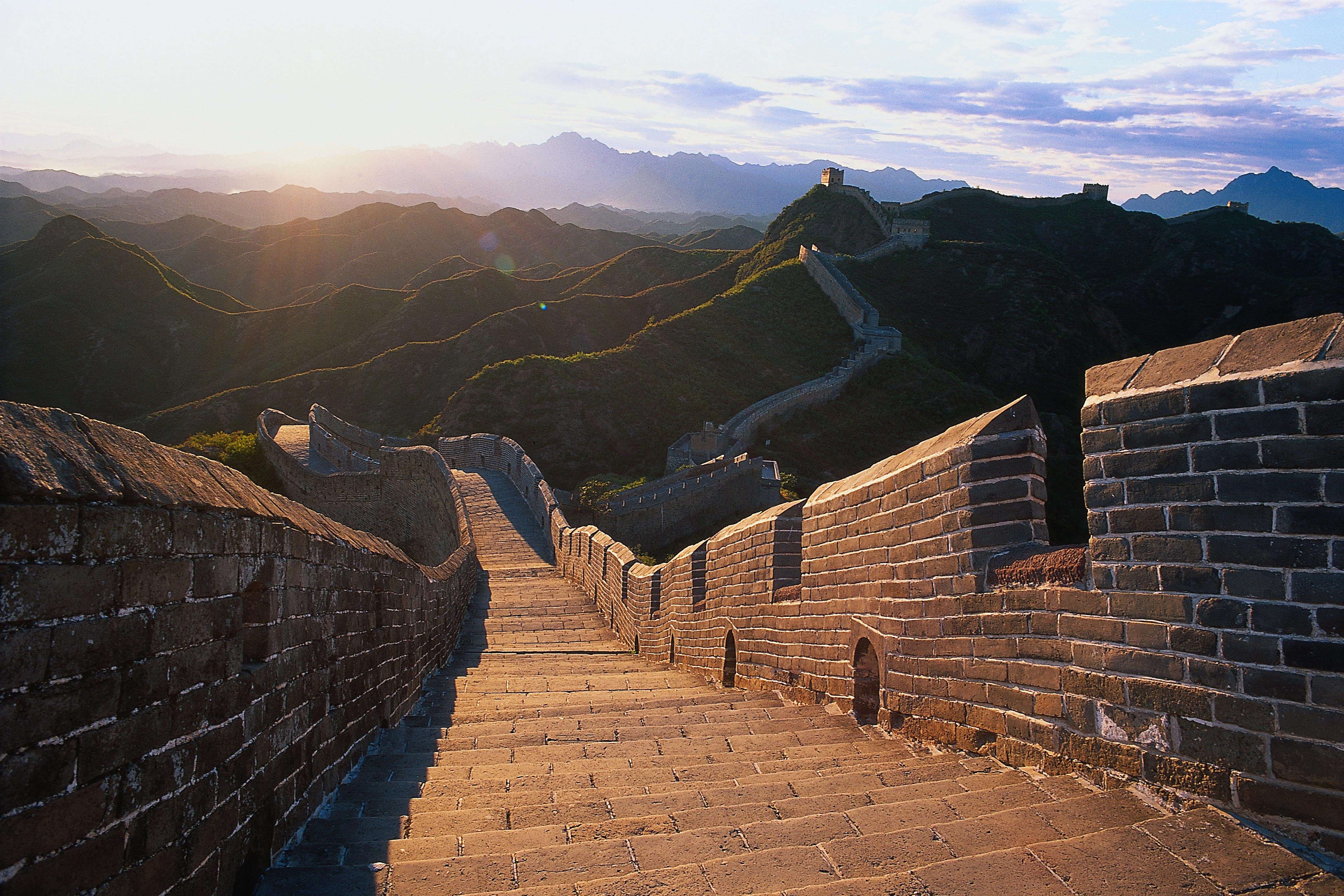
La Grande Muraille

Chez Béatrice Nodé-Langlois, relève-t-on plus tard, en 1986, se confirment « d'étroites affinités électives entre le pinceau et la plume ». Énonçant son intérêt pour les travaux d'Isidore Isou et Henri Michaux, puis évoquant, à propos d'un voyage en Chine, l'absence de séparation qu'elle y voit confirmée entre peinture et écriture, « jusqu'à la Grande Muraille qui se présente comme une sculpture-écriture tracée à la crête, non seulement de la Chine, mais de notre planète », elle-même interroge : « Peindre ? D'abord s'agit-il bien de peindre ? Ou d'une autre façon d'écrire ? »

### Les canettes écrasées
En mai 1993 sur la place de la Concorde, « événement microscopique qui a bouleversé ma façon de peindre » évoque-t-elle, Béatrice Nodé-Langlois accomplit le geste de ramasser dans un caniveau une canette métallique écrasée. Elle observe que cette canette « garde quelques traces de son passé d'aguicheuse publicitaire », et que ces « restes de carrosserie lustrée mêlée à des rouilles, des plaies et des bosses » suggéraient « une beauté parlant de souffrance ». Là se situe, pour l'artiste, l'acte inaugural inspirateur de toute la part de son œuvre classée sous le thème des Écrasés. « J'avais perçu, confie-t-elle, l'image d'un perdant de chair et d'os, voire, à travers lui, l'ombre éternelle de l'écrasement ».
Rassemblant en des techniques mixtes les canettes métalliques ramassées et la peinture acrylique, Les Écrasés, selon Béatrice Nodé-Langlois, « dérisoires petits cadavres de métal évoquant nos lendemains de fête et les stigmates de nos désenchantements », mettent en lumière que « le rejet n'est pas une fatalité, que le devenir, et le changement, et la chance existent », et tiennent du bas-relief : abimées, déchirées, aplaties, oxydées ou grumeleuses, les canettes écrasées peuvent en effet altérer la surface de leurs toiles, leur imposer rudesse et bizarreries, contraindre la fluidité de la peinture à cohabiter avec des rigidités métalliques.

### La mort, l'amour
« Des images, des silhouettes comme on en rencontre dans les rêves ou lorsqu'on se prend à rêver à la terrasse d'un café » découvre Laurence Pythoud dans l'exposition La mort, l'amour en 1996. Accoutumée à assortir chacune de ses exposition d'une préface, Béatrice Nodé-Langlois confie alors : « Le temps d'un rêve, une nuit, il me parut alors évident que peindre n'était pas une affaire de couleurs et de brosses. C'était animer un corps, puis l'envoyer se faire une place de haute lutte ». Cette révélation est comprise par Laurence Pythoud comme une sorte d'introspection : dans cette part de l'œuvre, « la vie en toile de fond nourrit les fantômes de la propre histoire de l'artiste (ou serait-ce le contraire à la fois ?) et les nôtres, ou encore ceux qui passent simplement. Un travail de la mémoire, mais du hasard aussi, qui laisse émerger des émotions faites chair, où l'expression crée d'elle même sa forme ».

### Louvre y es-tu?
Béatrice Nodé-Langlois restitue cette autre démarche qui aboutit à son exposition de novembre 2019 Louvre y es-tu ? en la mairie du 1er arrondissement de Paris en écrivant : « Pour faire plus ample connaissance avec le 1er arrondissement, je me suis lancée dans de longues promenades au hasard des rues. Mêlée, emmêlée à ses passants, il m'est arrivé de les voir plus singuliers que des personnages de roman. Plus nus encore que les statues. Née de cette démarche, chaque toile de cette exposition associe une photo, localisée avec précision, à des personnages peints - disons très librement. Ceci en hommage au fantastique du grand sphinx de Tanis, aux paupières baissées de La Dentellière de Vermeer, au dos nu de la Vénus de Milo ».
Béatrice Nodé-Langlois écrit depuis 2001 dans la revue La Critique parisienne et est depuis 2011 membre de l'association Empreintes et arts regroupant des artistes et des psychanalystes. Elle est membre du PEN Club français.
Elle meurt le 20 août 2023 à Nîmes et est inhumée à Saint-Roman-de-Codières.

## Œuvre

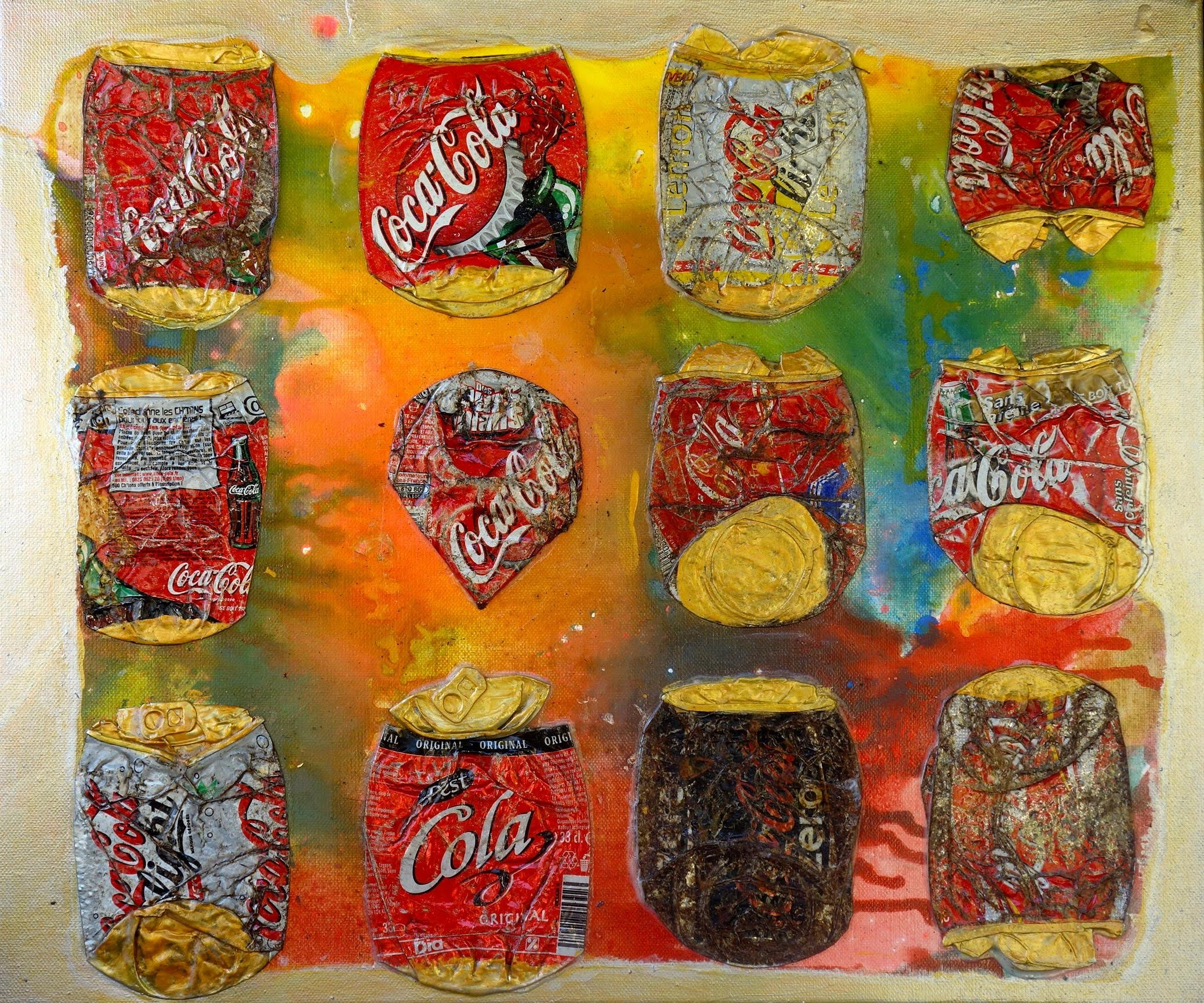
Béatrice Nodé-Langlois, Cherchez l'intrus, technique mixte, 46x55cm, 2016

### Livres publiés
- La mère retrouvée, Plon, 1998.
- Les écrasés, acte de naissance, Éditions d'écarts, 2001.
- Exposée, roman autobiographique, Éditions d'écarts, 2013[17],[18].
- Riant aux papillons d'or, Éditions d'écarts, 2019[19],[20].

### Thèmes picturaux
- Chants de la terre, 1994.
- La mort, l'amour, 1996[11].
- La terre en partage, 1997.
- Figures libres, 1998[21].
- Les écrasés, 2000, 2004.
- Hauts bois et plein champ, 2002.
- La dame aux pinceaux, 2003.
- Sept milliards, 2012[22].
- Je peins à partir d'accidents, 2014.
- Les nouveaux écrasés, 2016[23].

### Contributions bibliophiliques
- Huis-clés, recueil de textes, reproductions et originaux d'œuvres plastiques par Jean-Pierre Paraggio, Robert Chapuis, Béatrice Nodé-Langlois, Tony Pusey, Georges Lem, André Bernard, Gabriel Peries, Tina Korr, Man Ray, Michel Dambrine, Ki Wist, Bernard Thomas-Roudeix, Claude Chabret, Claude-Lucien Cauët, Estela Rivello-Peries, édition limitée à 368 exemplaires numérotés, décembre 1989.

### Articles sur l'art et le design

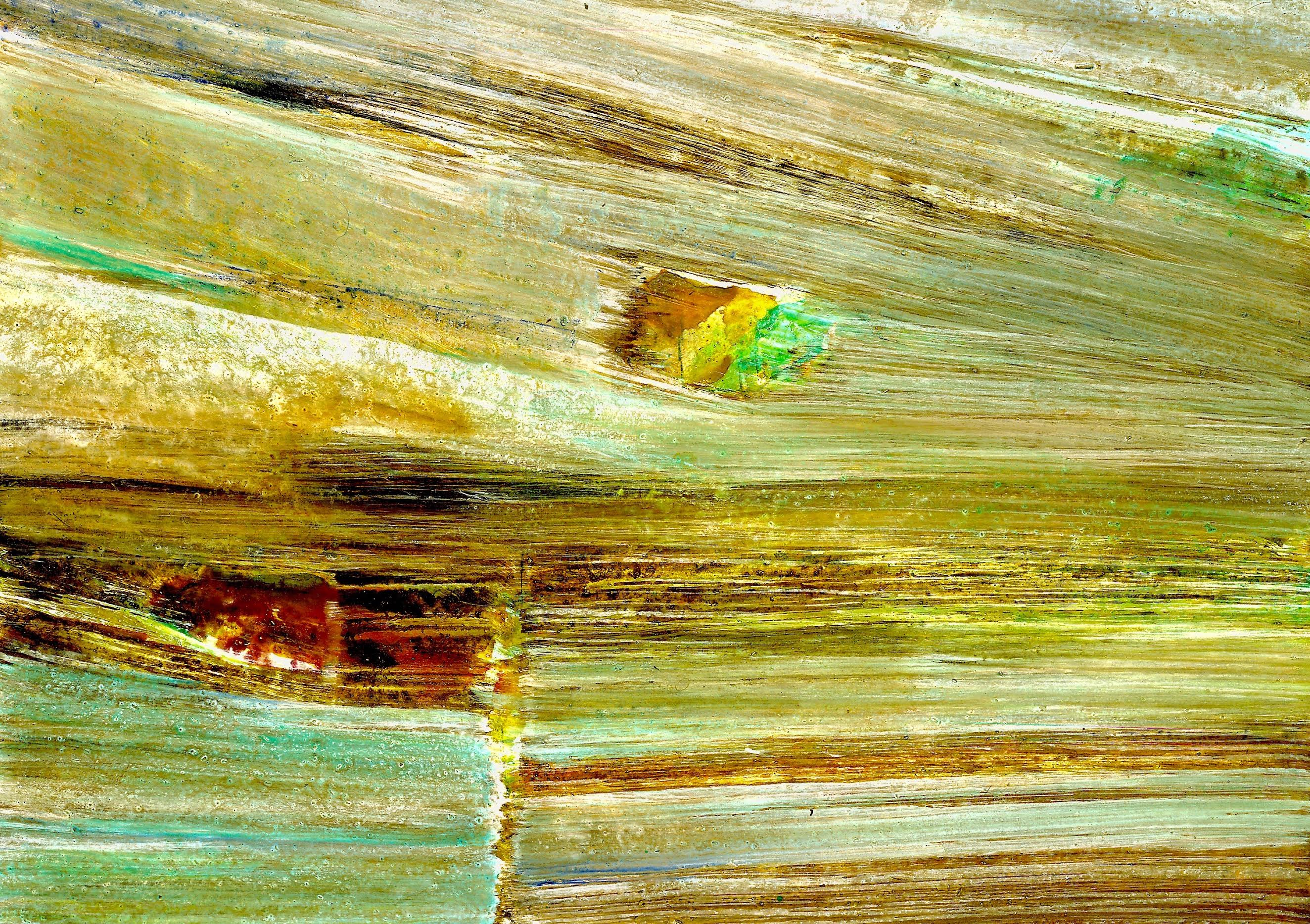
Béatrice Nodé-Langlois, Pleins champs, acrylique sur toile, 73x116cm, 2001

- Morandi au Musée d'art moderne de la ville de Paris, La Critique parisienne, no 44, novembre 2001.
- "Figuration, le retour ," au Centre Pompidou, La Critique parisienne, no 47, novembre 2002.
- "Moi - Autoportraits de peintres du XXe siècle" au Musée du Luxembourg, La Critique parisienne, no 52, octobre 2004.
- "Bacon / Picasso" au Musée national Picasso, La Critique parisienne, no 53, janvier 2005.
- "Vienne 1900" au Grand Palais, La Critique parisienne, no 54, avril 2005.
- Bonnard au Musée d'art moderne de la ville de Paris, La Critique parisienne, no 55, avril 2006.
- Uemura Atsushi - Oiseaux de brume, oiseaux de lune, La Critique parisienne, no 58, octobre 2007 (lire en ligne).
- Arcimboldo au Musée du Luxembourg, La Critique parisienne, no 58, octobre 2007 (lire en ligne).
- Les roses de Raphaëlle Pia, La Critique parisienne, no 59, 2009 (lire en ligne).
- "Le mont Athos et l'Empire byzantin" au Petit Palais, La Critique parisienne, no 61, avril 2009 (lire en ligne).
- "Frédéric Chopin - La note bleue" au Musée de la vie romantique, La Critique parisienne, no 63, avril 2010 (lire en ligne).
- Artemisia Gentileschi au Musée Maillol, La Critique parisienne, no 68, décembre 2012.
- Niki de Saint Phalle au Grand Palais, La Critique parisienne, no 72, Noël 2014.
- Pierre Paulin au Centre Pompidou, La Critique parisienne, no 73, juin 2015 (lire en ligne).
- Diego Vélasquez au Grand Palais, La Critique parisienne, no 73, juin 2015 (lire en ligne).
- "Art Paris - Art Fair", entre averse et hip-hop au Grand Palais, La Critique parisienne, No 75, juin 2016 (lire en ligne).

### Articles de critique littéraire
- "La Montagne de l'âme" de Gao Xingjian, La Critique parisienne, no 43, juin 2001.
- "Madame Bâ" d'Erik Orsenna, La Critique parisienne, no 49, juillet 2003.
- "Toute une vie bien ratée" de Pierre Autin-Grenier, La Critique parisienne, no 50, octobre 2003.
- "Le tombeau de Gustave Courbet" de Michel-Claude Jalard, La Critique parisienne, no 54, avril 2005.
- "Pharanoïa" de Vincent de Swarte, La Critique parisienne, no 57, juillet 2007 (lire en ligne).
- "Petite nuit" de Marianne Alphant, La Critique parisienne, no 59, avril 2008.
- "Jour de souffrance" de Catherine Millet, La Critique parisienne, no 60, octobre 2008.
- "Les Querpéens" de Jean-Max Albert, La Critique parisienne, no 61, avril 2009 (lire en ligne).
- "Souvenirs d'enfance et de jeunesse" d'Ernest Renan, La Critique parisienne, no 64, octobre 2010 (lire en ligne).
- "Exhortation aux crocodiles" d'António Lobo Antunes, La Critique parisienne, no 69, juin 2013 (lire en ligne).
- "Mali, ô Mali" d'Erik Orsenna, La Critique parisienne, no 71, juin 2014 (lire en ligne).
- "Fugitives" et "Du côté de Castel Rock" d'Alice Munro, Prix Nobel de littérature 2013, La Critique parisienne, no 73, juin 2015 (lire en ligne).
- "Riant aux papillons d'or", interview de Béatrice Nodé-Langlois par Jacky Morelle, La Critique parisienne, no 83, printemps-été 2020[20].
- "Ma mère, ma légende" de Marie-Florence Ehret, La Critique parisienne, no 84, automne-hiver 2020 (lire en ligne).

### Nouvelles
- Rencontre avec de grands fantômes corsetés de marbre blanc, La Critique parisienne, no 62, octobre 2009 (lire en ligne).
- Deux croquis, La Critique parisienne, no 66, octobre 2011 (lire en ligne).
- Une visite au Prado, La Critique parisienne, no 73, avril 2015 (lire en ligne).
- Une expérience qui marque, La Critique parisienne, no 74, octobre 2015 (lire en ligne).

## Expositions

### Expositions personnelles
- Compagnie financière, Genève, 1978[2].
- Béatrice Nodé-Langlois - Pastels, Espace Art et Buffet, avril 1986.
- Galerie Margot Virgil, Paris, décembre 1988[2] - janvier 1989, avril-mai 1989[8],[24].
- Béatrice Nodé-Langlois - Grands formats, espace Demours, Paris, novembre 1993[25].
- Galerie BBK, Oldenbourg, février-mars 1994[2],[26].
- Galerie Philippe Gand, Paris, septembre 1994[27],[28].
- Béatrice Nodé Langlois - La mort, l'amour, Galerie Jean-Claude Riedel, Paris, janvier-février 1996[2],[11].
- Magic Company, Paris, 1997.
- Hôtel Forest-Hill, porte de la Villette, Paris, 1997.
- Radio Erevan, Nuremberg, 1997.
- Galerie Paramythiosis, Paris, 1998.
- Béatrice Nodé Langlois - Figures libres, théâtre d'Asnières-sur-Seine, 1998[21].
- Tea-follies, Paris, 2000.
- Galerie Mireille Batut d'Haussy, 5 rue de l'Arbalète, Paris, 2001.
- Hommage respectueux aux Cévennes, Espace Paris-Musique, Paris, juin 2002.
- Galerie Mediart, Paris, 2003[2] (La dame aux pinceaux), décembre 2009 (Le silence[29]), juin-juillet 2012 (Sept milliards[22]), octobre 2016 (De nouveau les écrasés[23]).
- Contrast Gallery, Bruxelles, 2004.
- La boîte à lettres, Asnières-sur-Seine, 2010.
- Galerie Oh ! Lez'Arts, Bois-Colombes, 2011.
- Je peins à partir d'accidents, Médiathèque Lucie-Aubrac, Ganges, octobre 2014.
- Les écrasés, Le Monte Cristo, Le Havre, mars 2018.
- Louvre y es-tu ?, mairie du 1er arrondissement de Paris, novembre 2019.
- Béatrice Nodé-Langlois - Peindre avec des canettes écrasées, espace Jacques-Prévert, Mers-les-Bains, novembre 2021 - janvier 2022[30],[31].

### Expositions collectives
- Béatrice Nodé-Langlois et Marie-Christine Darlay, Le lieu d'images, Paris, mai 1983[6].
- Salon Figuration critique, Grand Palais, Paris, septembre 1990.
- Figuracion critica, Fundacion Santillana, Santillana del Mar, mai-juin 1991.
- Salon des réalités nouvelles, Paris, 1992, 1993, 1996.
- Salon d'art contemporain de Montrouge, 1994.
- Salon de Levallois-Perret, 1994.
- Galerie moderne, Bad Zwischenahn, 1994.
- 1ere Biennale internationale de Malte, 1995.
- Galerie Mediart, Paris, 1995 (Petits formats), 1999 (Calendriers d'artistes), 2005 (Du noir au blanc), 2016 (Bouteilles, canettes écrasées).
- Galerie Aria, Noisy-le-Grand, 1997.
- Salon coup de cœur, espace Cardin, Paris et Galerie Pierre-Cardin, Bruxelles, 1998.
- Institut polonais de Paris, 1999.
- Galerie Simone Nathan-Achère, Limoges, 2000.
- Galerie F.C., Paris, 2003.
- Récoltes, médiathèque de Châtenay-Malabry, 2005.
- Médiathèque d'Asnières-sur-Seine, 2007.
- Biennale Les stèles de la Création, église de la Madeleine, Paris, 2009[32].
- L'atelier ravageur, Le château d'Asnières, Asnières-sur-Seine, 2011.
- Mairie du 9e arrondissement de Paris, 2011.
- I comme..., Galerie L'Écu de France, Viroflay, 2012.
- Itinéraires - art contemporain : tenue correcte exigée, La Cour des arts, Tulle, septembre-octobre 2012.
- Noir sur blanc, Le Cube blanc, Paris, 2013.
- Douze artistes, mairie de Bois-Colombes, 2014.
- Résonances d'enfance, Galerie du point G et église Saint-Pierre, Tulle, juin 2016.
- Bleu comme une orange, mairie d'Auvers-sur-Oise, 2016.
- Sitges, Espagne, 2016.
- Petits riens : une exposition itinéraires - art contemporain, Espace Christiane-Peugeot, Paris, septembre-octobre 2017.
- Présences 1, espace Christiane-Peugeot, Paris, septembre-octobre 2018.
- Regards d'encre - Art et poésie : une manifestation itinéraires - art contemporain (rapprochement entre des peintures de Béatrice Nodé-Langlois et des poèmes de Mathias Lair, éditions La Rumeur libre), pavillon du Verdurier, Limoges, mars 2020 ; Galerie "À l'écu de France", Viroflay, mars avril 2020.
- Festival Les Romanesques - Béatrice Nodé-Langlois (peintures), Ève Luquet (dessins et gravures), église Saint-Roman, Saint-Roman-de-Codières, août 2023[16],[33].
- Regards d'encre 2 - Art et poésie - Hommage à Béatrice Nodé-Langlois, espace Jacques-Prévert, Mers-les-Bains, juin-août 2014.

## Citations

### Dits de Béatrice Nodé-Langlois
- « Mais pourquoi ce bout de ferraille, ce dérisoire petit cadavre de métal, cet objet qu'on m'avait dit "dégoûtant" – Pas touche, petite, c'est sale ! – continue-t-il à me taper dans l'œil au point de ne plus voir en lui qu'une petite fleur d'asphalte, une feuille morte et nervurée, comme celles qui tombent des arbres et se ramassent à la pelle… Oui, les fameuses Feuilles mortes de Jacques Prévert, le merveilleux poète des choses simples… Pourquoi ? » - Béatrice Nodé-Langlois[34]

### Réception critique

#### Écriture
- « Exposée, qui est désigné comme un roman, mêle subtilement le récit de l'aventure épique de l'exposition à des réflexions plus profondes sur la création. La question fondamentale "Qu'est-ce que peindre ?" sous-tend tout le livre avant d'être clairement abordée. La narration originale surprend par des dialogues improbables (avec un courant d'air, par exemple)... Cette plume sensible et travailleuse est bien celle d'un écrivain. » - Célian de Préval[35]

#### Peinture
- « Béatrice Nodé-Langlois avoue : "de plus en plus, j'écris mes tableaux"… Lire, car c'est bien d'écriture qu'il s'agit, et, sans le secours de l'artiste, il faudrait être un peu Champollion soi-même pour parvenir à déchiffrer ces nouvelles pierres de Rosette aux drôles de lettres, débridées, qui se contorsionnent, vivantes, vibrantes, danseuses, errantes, brillantes ou séductrices. Lettres déformées, jouées, trafiquées, transfigurées, magnifiées, avec leurs pieds-de-nez à la logique, leurs libertés de mœurs et de façons, mais leur soumission tout aussi bien… Béatrice Nodé-Langlois réinvente un langage ayant tout à la fois un tel pouvoir d'évocation et de dissimulation que malgré la clé que nous croyons détenir nous nous égarons vite, très vite, dans cette accumulation, ce grouillement, cet enchevêtrement, cette bousculade de signes aux tonalités bleues, grises, jaunes ou roses, pâles, fragiles et tendres, raffinées, sensuelles, où il nous est permis de lire tout et son contraire, d'y voir d'innocents jeux labyrinthiques ou quelques troublants tracés anthropomorphiques, "parlant aux sens, reconnaît-elle, bien plus qu'à l'intellect" et grâce auxquels cette peinture aime cultiver une certaine ambiguïté. » - Pierre Brisset[8]
- « La couleur est primordiale chez Béatrice Nodé-Langlois. Il y a chez elle une jubilation de plonger dans la plénitude de ce qu'elle peut offrir, plus que dans sa matière, car les papiers et les toiles certes portent la vibration intense de la couleur, mais dans la légèreté. Pas d'épaisseur ni de pâte, et pourtant on pourrait le croire tant le plaisir et le jeu de la couleur sont là... C'est de la couleur qu'émergent les formes, silhouettes dont on ne sait en fait si elles apparaissent ou au contraire s'évanouissent bientôt. » - Laurence Pythoud[25]
- « Ces œuvres aux faux airs primitifs (mais ni naïves ni ludiques) se subdivisent en bandes vaguement horizontales ou en parcelles géométriques aux contours irréguliers racontant chacun une histoire animée, souvent fantasmatique. Ces toiles éclatées, au style très personnel, peuvent intriguer, dérouter, mais ne sauraient laisser indifférent. » - Marc Hérissé[36]

## Conservation
- Fondation Colas, Boulogne-Billancourt.

## Collections privées
- Pierre et Maïa Paulin.